# Božidar Đurašević
Božidar Đurašević (Beograd, 26. april 1933 — Beograd, 23. januar 2022) bio je srpski šahista i pravnik.

## Biogarfija
Božidar Đurašević je detinjstvo i ratne godine takođe proveo u Beogradu kao jedino dete svojih roditelja, oca Josifa i majke Marije. Vrlo rano je počeo da se bavi šahom. Bio je omladinski prvak Jugoslavije 1950. godine. Godine 1952. postaje nacionalni majstor u svojoj 19-oj godini. Internacionalni majstor postaje 1957. godine. Igrao je za ekipu Jugoslavije na dve Olimpijade na kojima je osvojio srebrne medalje (12th Chess Olympiad u Moskvi 1956 i 13th Chess Olympiad u Minhenu 1958). Po retroaktivnom kriterijumu Chessmetrics-a najviši rejting je imao 1955. godine od čak 2602 poena, koja govori da je imao snagu solidnog velemajstora, titulu koju nije zvanično osvojio. Rano je prestao da se aktivno bavi šahom i posvetio se pravnim naukama. Radio je kao zamenik okružnog javnog tužioca u Beogradu od 1962 do 1977 sa položenim sudsko-advokatskim ispitom. Od 1977. godine do penzije radio je u Šahovskom Informatoru, jedno vreme i kao direktor te ustanove u dva mandata. Sa suprugom Nadeždom ima dvoje dece. Sin Branislav je šahovski problemista.  Sa Slavkom Domazetom napisao je knjigu Šah i šahisti kоја је doživelа dva izdanja. Posle penzionisanja bavio se bridžom i prevodom knjiga iz te oblasti. Nosilac je Ordena rada sa zlatnim vencem Predsedništva Jugoslavije koji je dobio 1990. godine.